# Mas Gironès Vell de Cartellà
El Mas Gironès Vell de Cartellà és una masia al disseminat de Cartellà, municipi de Sant Gregori (Gironès), protegida com a bé cultural d'interès local.
És una construcció formada per l'edifici principal, estructurada interiorment en tres crugies perpendiculars a la façana i sostres amb bigues de fusta i ampliacions laterals posteriors. El cos principal és de planta rectangular i es desenvolupa en planta baixa, primer pis i golfes, i la coberta és de teula àrab a dues vessants. El cos lateral dret, ampliació del segle xviii, és de planta baixa i primer pis i forma, juntament amb l'edifici primitiu, un pati interior a l'entorn del qual es desenvolupa. A la llinda de la porta d'entrada al pati interior hi ha la inscripció: "RAFAEL PARRA HECH OPER A FECIT SUB ANNO 1742".
Les obertures de planta baixa són amb arcs de mig punt de carreus. Hi ha una finestra gòtica d'arc conopial i arquets, amb les impostes ornades amb roses. Les parets portants del conjunt són de maçoneria, arrebossada a les façanes exteriors i deixant a la vista els carreus que emmarquen les obertures i les cantonades. La porta d'accés és formada per gran dovelles, les finestres de planta baixa i primer pis són fetes amb llindes i brancals de carreus bisellats i ampit emmotllurat. Les obertures de les golfes tenen forma d'arc conopial de mig punt amb carreus.